# Phrynobatrachus batesii
Phrynobatrachus batesii is een kikker uit de familie Phrynobatrachidae en het geslacht Phrynobatrachus. De soort werd voor het eerst wetenschappelijk beschreven door George Albert Boulenger in 1906. Oorspronkelijk werd de wetenschappelijke naam Arthroleptis batesii gebruikt. De soortaanduiding batesii is een eerbetoon aan George Latimer Bates.
De soort komt voor in delen van Afrika en leeft in de landen Kameroen, Gabon en Nigeria. Mogelijk leven er eveneens leden behorende tot de soort in Equatoriaal-Guinea en Togo. De natuurlijke habitat van Phrynobatrachus batesii bestaat uit laagland tropisch regenwoud.